# Антонюк, Степан Васильевич
Степа́н Васи́льевич Антоню́к (1919, Голяки, Калиновский район, Винницкая область — 1982, Калиновка, Винницкая область) — полковник Советской Армии, участник Великой Отечественной войны, Герой Советского Союза (1945).

## Биография
Степан Антонюк родился 17 января 1919 года в деревне Голяки (ныне село Грушковцы, Калиновский район Винницкой области, Украина) в крестьянской семье. После окончания начальной и средней школы работал в колхозе. В 1939 году призван на службу в Рабоче-крестьянскую Красную Армию. С июля 1941 года — на фронтах Великой Отечественной войны. В 1942 году он окончил курсы младших лейтенантов. В 1943 году вступил в ВКП(б).
К февралю 1945 года старший лейтенант Антонюк командовал батареей 917-го артиллерийского полка 350-й стрелковой дивизии 13-й армии 1-го Украинского фронта. Отличился в боях в январе — феврале 1945 года во время форсирования реки Одер и удержании плацдарма, а также разгроме группировки немецких войск в городе Штейнау (ныне — Сьцинава, Польша), где в плен попали более чем 600 вражеских солдат и офицеров.
Указом Президиума Верховного Совета СССР от 10 апреля 1945 года Степан Антонюк был удостоен высокого звания Героя Советского Союза с вручением ордена Ленина и медали «Золотая Звезда».
В 1946 году Антонюк окончил Высшую офицерскую артиллерийскую школу. В 1964 году в звании полковника Антонюк был уволен в запас. После увольнения работал начальником отдела кадров на заводе в городе Калиновка Винницкой области. Умер в 1982 году.
Был также награждён орденами Красного Знамени, Отечественной войны 2-й степени, двумя орденами Красной Звезды, рядом медалей.